# Сигловатое
Сигловатое (укр. Сигловате) — село в Борынской поселковой общине Самборского района Львовской области Украины.
Население по переписи 2001 года составляло 833 человека. Занимает площадь 1,1 км². Почтовый индекс — 82551. Телефонный код — 3269.